# Labi Siffre
Claudius Afolabi „Labi” Siffre (ur. 25 czerwca 1945 w Londynie) – angielski poeta, muzyk i autor tekstów. Znany głównie z piosenek takich jak „(Something Inside) So Strong”, „It Must Be Love” i „I Got The”.

## Wczesne życie i edukacja
Claudius Afolabi Siffre urodził się w Londynie, jako czwarty z pięciorga dzieci. Jego matka to Brytyjka, pochodzenia barbadyjsko-belgijskiego, a ojciec Nigeryjczyk. Siffre wychowywał się w Bayswater i Hampstead. Kształcił się w katolickiej szkole dziennej, St Benedict's School, w Ealing, w zachodnim Londynie. Pomimo katolickiego wychowania, Siffre był ateistą. Studiował muzykę w Eric Gilder School of Music. Siffre wspomina tę szkołę z nostalgią w swoim wierszu „edukacja, edukacja, edukacja”.

## Kariera muzyczna
W latach 60. Siffre grywał na gitarze jazzowej w klubie Annie Ross w Soho, jako członek zespołu składającego się z organów Hammonda, gitary oraz perkusji.
W latach 1970–1975 wydał sześć albumów. W latach 70. wydał 16 singli, z których trzy stały się hitami: „It Must Be Love”; „Crying Laughing Loving Lying” oraz „Watch Me”. W 1978 roku Siffre wziął udział w brytyjskim konkursie piosenki Eurowizji. Wykonał własną kompozycję „Solid Love”, która zajęła piątą pozycję z dwunastu, w konkursie A Song for Europe. Współtworzył piosenkę „We Got It Bad” w wykonaniu Boba Jamesa, która zajęła dziesiąte miejsce w tym samym konkursie.
W 1985 roku, gdy zobaczył program telewizyjny z Apartheidu przedstawiający białego żołnierza strzelającego do czarnych dzieci, Siffre zdecydował się przejść na emeryturę. Trzy lata później zdecydował się wrócić do muzyki, czego konsekwencja były wydane w latach 1988–1998 jeszcze cztery albumy.

## Życie prywatne
Siffre jest gejem. W lipcu 1964 roku poznał Petera Johna Carvera Lloyda. Pozostali razem aż do śmierci Lloyda w 2013 roku. Gdy tylko stało się to możliwe w Wielkiej Brytanii, w 2005 roku zawarli związek partnerski. W 2014 roku Siffre pojawił się w serialu BBC Radio 4 Great Lives. Siffre powiedział, że książki autorstwa Ransome'a nauczyły go odpowiedzialności za własne czyny, oraz moralności która kształtowała go przez całe jego życie.

## Dyskografia
- Labi Siffre (1970)
- The Singer And The Song (1971)
- Crying Laughing Loving Lying  (1972)
- For The Children (1973)
- Remember My Song (1975)
- Happy (1975)
- So Strong (1988)
- Man of Reason (1991)
- The Last Songs  (1988)
- Monument (Spoken Word) (1988)
- The Last Songs (Re-mastered) (2006)

### Poezja
- Nigger (Xavier Books 1993)
- Blood On The Page (Xavier Books 1995)
- Monument (Xavier Books 1997)

### Eseje
- Choosing The Stick They Beat You With (Penguin 2000)